# Винтер Парк (Флорида)
Винтер Парк (енгл. Winter Park) град је у америчкој савезној држави Флорида. По попису становништва из 2010. у њему је живело 27.852 становника.

## Демографија
Према попису становништва из 2010. у граду је живело 27.852 становника, што је 3.762 (15,6%) становника више него 2000. године.
| Група             | 2000.          | 2010.          |
| Белци             | 19.940 (82,8%) | 22.755 (81,7%) |
| Афроамериканци    | 2.534 (10,5%)  | 2.105 (7,6%)   |
| Азијати           | 317 (1,3%)     | 643 (2,3%)     |
| Хиспаноамериканци | 1.039 (4,3%)   | 1.943 (7,0%)   |
| Укупно            | 24.090         | 27.852         |